# Wesley Merritt
Wesley Merritt (16 de junio de 1836 - 3 de diciembre de 1910) fue un militar estadounidense  que, como general del Ejército de la Unión, participó en la guerra civil estadounidense y también en la Guerra Hispano-Estadounidense en Filipinas. Fue nombrado por el gobierno estadounidense gobernador militar de Filipinas tras la toma de Manila.

## Primeros pasos
Merritt nació en Nueva York. Se licenció en la Academia Militar de los Estados Unidos en 1860 obteniendo el despacho de segundo teniente en el 2.º Regimiento de Dragones (caballería pesada), sirviendo inicialmente en Utah a las órdenes de John Buford. Cuando el regimiento de dragones se convirtió en el 2.º Regimiento de Caballería, fue nombrado adjunto de la unidad.

## En la guerra civil estadounidense
En 1862, Merrit fue nombrado capitán del 2.º de Caballería y sirvió como ayuda de campo del brigadier general Philip St. George Cooke, que dirigía el Departamento de Caballería del Ejército del Potomac. Sirvió en las defensas de Washington D. C. durante el resto de 1862. En 1863 fue nombrado adjunto del general de división George Stoneman y participó en el raid de Stoneman en la batalla de Chancellorsville en 1863.
Durante la campaña de Gettysburg, Merritt estuvo al mando de la brigada de reserva de la 1.ª División del Cuerpo de Caballería del Ejército del Potomac. Resultó levemente herido en la batalla de Brandy Station y, poco después (29 de junio de 1863) fue nombrado brigadier general de voluntarios por su «aguerrido y meritorio desempeño» en Brandy Station y Upperville. El ascenso directo de capitán a brigadier general no era una trayectoria habitual, incluso durante la Guerra Civil, pero Merritt compartió este honor otros dos capitanes, que fueron ascendidos de igual forma el mismo día, entre ellos el capitán Custer.
Merritt no participó en las primeras acciones de caballería de la batalla de Gettysburg, puesto que su brigada de reserva guardaba las líneas de comunicación con el Ejército del Potoma. Sin embargo, el 3 de julio de 1863, participó en el asalto ordenado por el brigadier general Hugh Judson Kilpatrick, comandante de división, sobre el flanco derecho confederado, el cual siguió a la carga de Picket. En diciembre del mismo año, Merritt recibió el mando de la 1.ª División del Cuerpo de Caballería tras la muerte de tifus de su comandante, John Buford (el comandante inicial de la 1.ª División era Alfred Torbert, pero estuvo enfermo durante la mayor parte de la Campaña Terrestre del teniente general Grant, por lo que Merritt le reemplazó). Gracias a sus acciones en la batalla de Yellow Tavern, en la que el comandante confederado de caballería general de división J.E.B. Stuart resultó muerto, Merritt recibió un ascenso brevet a teniente coronel.
Durante las Campañas del Valle de Shenandoah de 1864 del general de división Sheridan, Merritt mandó la 1.ª División del Cuerpo de Caballería del Ejército de Shenandoah. Merritt se distinguió de nuevo en la campaña. Llegando a tiempo, su división rompió las líneas de resistencia confederadas durante la batalla de Opequon, lo que llevó a estas a batirse en retirada, por lo que recibió un nuevo ascenso brevet a general de división. Merritt fue nombrado segundo-al-mando de Sheridan en la Campaña de Appomattox y fue uno de los comisionados para la rendición del general confederado Lee en Appomattox Court House. En junio de 1865, Merritt fue nombrado jefe de las fuerzas de caballería de la División Militar del Suroeste, al mando de Sheridan. Merritt llevó a la 1.ª División de Caballería desde Shreveport, en Luisiana a San Antonio, como parte de las fuerzas de ocupación de la Unión, en una ardua marcha de 33 días (del 9 de julio al 11 de agosto de 1865) sobre casi mil km. El 28 de enero de 1866, Merritt estuvo entre los numerosos generales que habían recibido ascensos brevet que fueron dados de baja del servicio voluntario y volvieron al ejército regular con sus graduaciones anteriores a la guerra.

## Servicio en la frontera y West Point
Tras el final de la Guerra Civil, Merritt sirvió en la frontera. Fue nombrado teniente coronel del recientemente creado 9.º de Caballería el 28 de julio de 1866 (uno de los dos regimientos compuestos por afroamericanos en el ejército regular estadounidense de la época) y, en julio del año siguiente, fue enviado como comandante de Fort Davis, donde se encontraban acuarteladas seis de las compañías del regimiento.
En 1876, fue nombrado coronel del 5.º de Caballería, al cual dirigió en la Gran Guerra Sioux de 1876, la persecución de los nez percé y la Guerra de Bannock (1877-1878) y la Guerra Ute de 1879. Merritt estuvo destinado en la frontera hasta que fue nombrado superintendente de la Academia Militar de los Estados Unidos en West Point en 1882, en donde permaneció hasta 1887, cuando fue nombrado brigadier general del ejército regular. Fue ascendido a general de división en 1895.
En 1893 escribió un libro, Los ejércitos de hoy en el que abogaba por la creación de un ejército moderno y de tamaño significativo. Tanto en este libro como en los artículos que escribió para la prensa se mostró partidario del expansionismo estadounidense.

## Guerra Hispano-Estadounidense
Al comienzo de la Guerra Hispano-Estadounidense y cercano a la edad de retiro, Merritt era el segundo oficial de mayor graduación en el ejército. Tras la victoria del comodoro George Dewey sobre la flota española del almirante Montojo en la batalla de Cavite en mayo de 1898, el gobierno estadounidense comenzó a organizar un cuerpo expedicionario de fuerzas terrestres para atacar y capturar la capital filipina, Manila. Merritt solicitó el mando del VIII Cuerpo de Ejército que estaba siendo organizado en California, que le fue concedido. El 19 de mayo, Merritt recibió órdenes de derrotar a los españoles, pacificar Filipinas y mantenerla en poder de los Estados Unidos, al tiempo que no debía juntar sus fuerzas con los insurgentes filipinos al mando de Emilio Aguinaldo. El futuro de las islas quedaba en un estado indefinido, pero Merritt asumió que su soberanía quedaría en manos de los Estados Unidos. El 29 de junio de 1898, Merritt partió junto con sus tropas desde San Francisco a Filipinas, a donde llegó a finales de julio.
Una vez hubo llegado a Luzón a través de Cavite, él y Dewey hicieron planes para la toma de Manila, que ya se hallaba cercada por las fuerzas insurgentes filipinas al mando de Emilio Aguinaldo. Intencionadamente no comunicaron sus planes a Aguinaldo, al tiempo que obtenían su permiso para participar en el asedio, utilizando promesas verbales de que Estados Unidos no estaba interesado en adquisiciones territoriales. Su propósito era tomar la ciudad sin que las fuerzas de Aguinaldo participasen en la captura. Para ello, entraron en conversaciones secretas con la máxima autoridad española, el gobernador general Fermín Jáudenes, que había perdido toda esperanza de recibir ayuda de la península, y acordaron simular un enfrentamiento para poder rendir "honorablemente" la ciudad a los estadounidenses. La ciudad cayó el 13 de agosto, un día después de la firma del protocolo de Washington, que ponía fin a las hostilidades entre ambos países y cuya firma se desconocía en Filipinas el día 13. Merritt se convirtió en gobernador militar de Filipinas (con mando efectivo únicamente sobre Manila y Cavite, en la bahía de Manila). Abandonó Filipinas el 30 de agosto, para convertirse en uno de los consejeros de la delegación estadounidense que negoció el tratado de París. En París, abogó ante su delegación por la anexión del archipiélago, sosteniendo que la mayoría de los filipinos darían la bienvenida al cambio de soberanía.

## Muerte
Merritt dejó el ejército en 1900 y murió 10 años después en Natural Bridge, Virginia, de arterioesclerosis. Está enterrado en el cementerio de West Point, en la Academia Militar de los Estados Unidos.

## Familia
Merritt casó dos veces. Su primera esposa fue Caroline Warren Merritt, que murió en 1893, a la edad de 44 años. Su segunda esposa fue Laura Williams Merritt, a la que conoció a finales de la década de 1890, cuando ella estaba en la mitad de la veintena. Se casaron en 1898.